# Araneus pallidus
Araneus pallidus es una especie de araña del género Araneus, tribu Araneini, familia Araneidae. Fue descrita científicamente por Olivier en 1789.
Se distribuye por Francia, España, Portugal, Argelia y Marruecos. La especie se mantiene activa durante todos los meses del año.